# Agents of Fortune
Agents of Fortune je čtvrté studiové album americké hardrockové skupiny Blue Öyster Cult. Vydáno bylo 21. května roku 1976 společností Columbia Records a na jeho produkci spolupracovali Murray Krugman, Sandy Pearlman a David Lucas. Album se stalo platinovým a umístilo se na 29. příčce hitparády Billboard 200. Úspěch měl rovněž první singl z alba, „(Don't Fear) The Reaper“.

## Seznam skladeb
1. This Ain't the Summer of Love – 2:21
2. True Confessions – 2:57
3. (Don't Fear) The Reaper – 5:08
4. E.T.I. (Extra Terrestrial Intelligence) – 3:43
5. The Revenge of Vera Gemini – 3:52
6. Sinful Love – 3:29
7. Tattoo Vampire – 2:41
8. Morning Final – 4:30
9. Tenderloin – 3:40
10. Debbie Denise – 4:13

## Personnel
Blue Öyster Cult
- Eric Bloom – zpěv, kytara, perkuse
- Donald „Buck Dharma“ Roeser – zpěv, kytara
- Allen Lanier – klávesy, kytara, doprovodné vokály
- Joe Bouchard – baskytara, doprovodné vokály
- Albert Bouchard – bicí, perkuse, kytara, doprovodné vokály

Ostatní hudebníci
- Patti Smith – zpěv
- Randy Brecker – žestě
- Michael Brecker – žestě
- David Lucas – zpěv, klávesy, perkuse